# Walther Bauersfeld
Walther Wilhelm Johannes Bauersfeld (Berlim, 23 de janeiro de 1879 — Heidenheim, 28 de outubro de 1959) foi um engenheiro e físico alemão.
Desenvolveu o planetário que foi apresentado ao público em 1923 e reconstruiu a firma Zeiss após o final da Segunda Guerra Mundial.

## Condecorações
- 1941: Anel Werner von Siemens
- 1953: Bundesverdienstkreuz

## Publicações
- Die automatische Regulierung der Turbinen, 1905